# Rock Me (cântec de Riva)
"Rock Me" este piesa care a câștigat Concursul Muzical Eurovision 1989, cântată de către trupa Riva care reprezenta Iugoslavia. A fost prima și ultima victorie a țării în concurs. Cântecul a fost interpretat în limba croată. La reinterpretarea piesei vocalista Emilija Kokić a cântat piesa în engleză.
Victoria cântecului a dus la o conștientizare internațională a rock-ului croat iugoslav. 
Vocalista trupei, Emilija Kokić a continuat să apară în diferite spectacole dar nu a mai avut vreo reușită însemnată după victoria din 1989.